# Pai gow

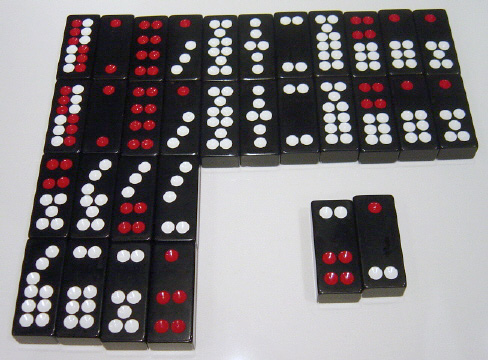
Un insieme di tessere del Domino pai gow

Valutazioni di tre mani classiche

Ci sono tre modi per ordinare queste tessere in due mani

Pai gow (Cinese: 牌九; pinyin: pái jiǔ; jyutping: paai4 gau2) è un gioco d'azzardo cinese, giocando con 32 pezzi del Domino, che si potrebbe tradurre come: "fai nove" o "carta nove".
Si gioca pubblicamente in tutti i più grandi casinò della Cina; negli Stati Uniti, in Canada, Australia e Nuova Zelanda.
Il gioco risale almeno al periodo della dinastia Song.
Il nome pai gow è usato anche per il gioco di carte poker pai gow che è basato sul pai gow.

## Punteggio
Il pai gow, significa "fai nove" proprio perché 9 è il miglior punteggio.